# Roswitha Aulenkamp
Roswitha Aulenkamp (* 20. Juli 1946 in Ziegenhain) ist eine deutsche Komponistin, Klavierpädagogin und Pianistin.

## Leben
Sie erhielt schon ab einem Alter von 4 Jahren Klavierunterricht bei ihrer Großmutter, der Konzertsängerin und Musikpädagogin Johanna Pfaff. Anschließend unterrichtete sie mit sechs Jahren der Pianist Dr. Willy Wölbing aus Bad Hersfeld. Im Alter von 7 Jahren debütierte sie in Bad Hersfeld und in Schwalmstadt.
Roswitha Aulenkamp studierte in Kassel bei Kurt Herfurth und in Frankfurt am Main bei Frau Prof. Gisela Sott Musik. Sie legte das zweite Staatsexamen in Musikerziehung mit dem Hauptfach Klavier mit Auszeichnung ab. Danach belegte sie mehrere Meisterkurse, unter anderem bei Nikita Magaloff und Karl-Heinz Kämmerling.
Von 1969 bis 1973 erhielt sie entscheidende Anregungen durch ihre Mitarbeit im Team von dem Gründer der documenta Arnold Bode in Kassel. In diesen Jahren entstehen die ersten eigenen Kompositionen. 1969 vertonte sie die „Publikumsbeschimpfung“ nach Peter Handke. Sie war beteiligt an der Gründung der Gruppe A&M.
Große Beachtung fand 1972 ihr Konzert zur documenta 5 in Kassel mit einem Beitrag Neuer Musik. 1972 engagierte sie sich gegen die drohende Schließung der Musikakademie Kassel. In diesen Jahren entstanden ihre ersten Kompositionen, wie beispielsweise die Vertonung der „Publikumsbeschimpfung“ von Peter Handke. Von 1976 bis 1986 war sie Dozentin für Klavier an der Musikakademie in Kassel. Sie war Mitglied der staatlichen Prüfungskommission und Jurorin bei „Jugend musiziert“.
Seit 1980 machte sie zahlreiche Veranstaltungen zum Thema „Komponistinnen“ in Form von Kammer-, Solo- und Portraitkonzerten. Anfang der achtziger Jahre entdeckte sie schließlich die Kompositionen der Darmstädter Komponistin Barbara Heller, und die damals völlig unbekannten Werke Viera Janárčekovás aus Homberg. Mit Christel Nies gestaltete und organisierte sie das Internationale Komponistinnen-Festivals „Vom Schweigen Befreit“ 1987, 1990 und 1993 in Kassel. Sie begründete das Internationale Komponistinnen-Archiv in Kassel mit.
Mit dem Oboisten Julien Singer gründete sie das Ensemble „L’Avantgarde“. Sie machte zahlreiche wegweisende Konzerte in Form von Werkstattcharakter, Uraufführungen Neuer und Alter Musik von Komponistinnen.
Sie arbeitete darüber hinaus mit der Schriftstellerin Christine Brückner und deren Mann dem Schriftsteller Otto Heinrich Kühner zusammen. Es folgten verschiedene Veranstaltungen zum Thema Wort und Musik. Sie spielte in Rocca de Papa anlässlich des 80. Geburtstages der Literatin Luise Rinser und kurze Zeit später 1991 in der Villa Borghese in Rom. Weitere Konzertreisen führten sie nach Frankreich, Schweden, Russland, in die Ukraine, nach Italien, in die Türkei und nach Syrien.
Seit 1992 hat Roswitha Aulenkamp die eigene Kompositionstätigkeit wieder aufgegriffen und in einigen viel beachteten Konzerten vorgestellt.
1999 gründete sie die Musikwerkstatt Klavier mit integrierter Kinder-Klavierschule, die sie seitdem neben ihrer Lehrtätigkeit als Dozentin an der Universität in Kassel leitet, und mit deren Schülern sie regelmäßig Kinder- und Jugendkonzerte veranstaltet.
Roswitha Aulenkamp ist verheiratet mit dem Tenor und Gesangspädagogen Theodor H.C. Hoffmeyer.

## Veröffentlichungen
- Viera Janárčeková – Interview, Furore Verlag

## Auszeichnungen
- 1989: Paul-Dierichs-Preis in Kassel
- Ehrenpreis für beispielhaftes Bürgerengagement im Schwalm-Eder-Kreis